# Oligonucleòtid
Els oligonucleòtids són molècules curtes d'ADN o ARN, oligòmers, que tenen una àmplia gamma d'aplicacions en proves genètiques, investigació i medicina forense. Es fabriquen habitualment al laboratori mitjançant síntesi química en fase sòlida, aquests petits fragments d'àcids nucleics es poden fabricar com a molècules monocatenaris amb qualsevol seqüència especificada per l'usuari i, per tant, són vitals per a la síntesi de gens artificials, la reacció en cadena de la polimerasa (PCR).), seqüenciació d'ADN, clonació molecular i com a sondes moleculars. A la natura, els oligonucleòtids es troben generalment com a petites molècules d'ARN que funcionen en la regulació de l'expressió gènica (per exemple, microRNA), o són intermedis de degradació derivats de la ruptura de molècules d'àcid nucleic més grans.
Els oligonucleòtids es caracteritzen per la seqüència de residus de nucleòtids que formen tota la molècula. La longitud de l'oligonucleòtid se sol indicar amb "-mer" (del grec meros, "part"). Per exemple, un oligonucleòtid de sis nucleòtids (nt) és un hexàmer, mentre que un de 25 nt normalment s'anomenaria "25-mer". Els oligonucleòtids s'uneixen fàcilment, d'una manera específica de seqüència, als seus respectius oligonucleòtids complementaris, ADN o ARN per formar dúplex o, menys sovint, híbrids d'ordre superior. Aquesta propietat bàsica serveix com a base per a l'ús d'oligonucleòtids com a sondes per detectar seqüències específiques d'ADN o ARN. Alguns exemples de procediments que utilitzen oligonucleòtids inclouen microarrays d'ADN, Southern blots, anàlisi d'oligonucleòtids antisentit (ASOs), hibridació fluorescent in situ (FISH), PCR i síntesi de gens artificials.
Els oligonucleòtids estan formats per 2'-desoxiribonucleòtids (oligodesoxirribonucleòtids), que es poden modificar a la columna vertebral o en la posició del sucre 2' per aconseguir diferents efectes farmacològics. Aquestes modificacions donen noves propietats als oligonucleòtids i els converteixen en un element clau en la teràpia antisentit.

## Síntesi d'oligonucleòtids
Els oligonucleòtids es sintetitzen químicament mitjançant blocs de construcció, fosforamidites protegides de nucleòsids naturals o modificats químicament o, en menor mesura, de compostos no nucleosídics. El conjunt de la cadena d'oligonucleòtids segueix la direcció 3' a 5' utilitzant un procediment rutinari anomenat "cicle sintètic". La finalització d'un únic cicle sintètic dona com a resultat l'addició d'un residu de nucleòtids a la cadena en creixement. Un rendiment inferior al 100% de cada pas sintètic i l'aparició de reaccions secundaris estableixen límits pràctics de l'eficiència del procés. En general, les seqüències d'oligonucleòtids solen ser curtes (13-25 nucleòtids de llarg). La longitud màxima dels oligonucleòtids sintètics gairebé no supera els 200 residus de nucleòtids. Es poden utilitzar Cromatografia líquida d'alta resolució
(HPLC) i altres mètodes per aïllar productes amb la seqüència desitjada.

## Modificacions químiques
La síntesi d'oligonucleòtids curts químicament estables va ser el primer repte en el desenvolupament de teràpies ASO. Els oligonucleòtids naturals són fàcilment degradats per les nucleases, un enzim que escindeix els nucleòtids i és abundant en tots els tipus de cèl·lules. Les seqüències d'oligonucleòtids curtes també tenen afinitats d'unió intrínseques febles, la qual cosa contribueix a la seva degradació in vivo.

### Modificacions de la columna vertebral
Els anàlegs de nucleòtids d'organotiofosfat (PS) donen als oligonucleòtids algunes propietats beneficioses. Les propietats més fonamentals són la identificació de diastereòmers de cada nucleòtid i la capacitat de seguir fàcilment les reaccions que impliquen els nucleòtids de fosforotioat, que és útil en la síntesi d'oligonucleòtids. Les modificacions de la columna vertebral de PS protegeixen als oligonucleòtids contra la degradació no desitjada per part dels enzims. La modificació de la columna vertebral dels nucleòtids s'utilitza àmpliament perquè es pot reproduir amb relativa facilitat i precisió a la majoria de nucleòtids.[9] És possible usar modificacions fluorescents a l'extrem 5' i 3' dels oligonucleòtids per avaluar les estructures, la dinàmica i les interaccions dels oligonucleòtids respecte al medi ambient.

### Modificacions dels anells de sucre
Una altra modificació que és útil per a aplicacions mèdiques d'oligonucleòtids són les modificacions de sucre 2'. La modificació del sucre de la posició 2 augmenta l'eficàcia dels oligonucleòtids millorant les capacitats d'unió diana dels oligonucleòtids, específicament en teràpies d'oligonucleòtids antisentit. També disminueixen la unió a proteïnes no específiques, augmentant la precisió d'orientar proteïnes específiques. Dues de les modificacions més utilitzades són el 2’-O-metil i el 2’-O-metoxietil. També es van informar de modificacions fluorescents a la nucleobase.

## Oligonucleòtids antisentit
Els oligonucleòtids antisentit (ASO) són cadenes simples d'ADN o ARN que són complementàries a una seqüència escollida. En el cas de l'ARN antisentit impedeixen la traducció de proteïnes de determinades cadenes d'ARN missatger en unir-s'hi, en un procés anomenat hibridació. Els oligonucleòtids antisentit es poden utilitzar per orientar un ARN específic i complementari (codificant o no codificant). Si es produeix la unió, aquest híbrid pot ser degradat per l'enzim RNasa H. La RNasa H és un enzim que hidrolitza l'ARN, i quan s'utilitza en una aplicació d'oligonucleòtids antisentit provoca una regulació a la baixa del 80-95% de l'expressió de l'ARNm.
L'ús d'oligonucleòtids antisentit Morpholino per a la supressió gènica en vertebrats, és una tècnica estàndard en biologia del desenvolupament i s'utilitza per estudiar l'expressió gènica alterada i la funció gènica, va ser desenvolupat per primera vegada per Janet Heasman utilitzant Xenopus. Els medicaments Morpholino aprovats per la FDA inclouen eteplirsen i golodirsen. Els oligonucleòtids antisentit també s'han utilitzat per inhibir la replicació del virus de la grip a les línies cel·lulars.
Les malalties neurodegeneratives, que són el resultat d'una sola proteïna mutant, són bons objectius per a les teràpies d'oligonucleòtids antisentit a causa de la seva capacitat d'orientar i modificar seqüències molt específiques d'ARN amb alta selectivitat. Moltes malalties genètiques com la malaltia de Huntington, la malaltia d'Alzheimer, la malaltia de Parkinson i l'esclerosi lateral amiotròfica (ELA) s'han relacionat amb alteracions de l'ADN que donen lloc a seqüències incorrectes d'ARN i donen lloc a proteïnes traduïdes incorrectament que tenen un efecte fisiològic tòxic.

## La internalització en cèl·lules
La incorporació/internalització en cèl·lules encara representa el major obstacle cap a l'èxit de la terapèutica d'oligonucleòtids. Una captació senzilla, com per a la majoria de fàrmacs de molècules petites, es veu obstaculitzada per la columna vertebral polianiònica i la mida molecular dels ON. Els mecanismes exactes de captació i tràfic intracel·lular cap al lloc d'acció encara no estan clars. A més, les petites diferències en l'estructura/modificació d'oligonucleòtids (vegeu més amunt) i la diferència en el tipus de cèl·lules condueixen a grans diferències en l'absorció. Es creu que l'absorció cel·lular es produeix en diferents vies després de l'adsorció d'ONs a la superfície cel·lular. En particular, els estudis mostren que la majoria de cèl·lules de cultiu de teixits absorbeixen fàcilment ASO (enllaç fosforotiot) d'una manera no productiva, el que significa que no s'observa cap efecte antisentit. En contrast amb el fet que la conjugació d'ASO amb lligands reconeguts pels receptors acoblats a G condueix a una captació productiva augmentada. Al costat d'aquesta classificació (no productiva vs. productiva), la internalització cel·lular es desenvolupa majoritàriament de manera dependent de l'energia (endocitosi mediada pel receptor), però potser no es pot descartar la difusió passiva independent de l'energia (gimnosi). Després de passar la membrana cel·lular, les terapèutiques ON s'encapsulen en endosomes primerencs que es transporten cap a endosomes tardans que finalment es fusionen amb lisosomes que contenen enzims degradants a pH baix.Per exercir la seva funció terapèutica, l'ON ha d'escapar de l'endosoma abans de la seva degradació. Fins avui no hi ha un mètode universal per superar els problemes de lliurament, captació de cèl·lules i escapada endosòmica, però existeixen diversos enfocaments que sempre s'adapten a cèl·lules específiques (inclosos els seus receptors).
Una conjugació de la terapèutica d'oligonucleòtids amb una entitat responsable del reconeixement/captació cel·lular no només augmenta la captació (vegeu més amunt), sinó que també es creu que disminueix la complexitat de la captació cel·lular, ja que llavors hi ha principalment un mecanisme (idealment conegut). Això s'ha aconseguit amb conjugats de molècules petites, per exemple, amb una N-acetil galactosamina que s'adreça als receptors dels hepatòcits. Aquests conjugats són un exemple excel·lent per obtenir un augment de la captació de cèl·lules combinada amb el lliurament dirigit, ja que els receptors corresponents estan sobreexpressats a les cèl·lules diana que condueixen a una terapèutica dirigida (compareu els conjugats anticossos-fàrmacs que exploten els receptors sobreexpressats a les cèl·lules canceroses). Una altra entitat àmpliament utilitzada i molt investigada per al lliurament dirigit i l'augment de la captació cel·lular d'oligonucleòtids són els anticossos.

## Tècniques analítiques

### Cromatografia
Les alquilamides es poden utilitzar com a fases estacionàries cromatogràfiques. Aquestes fases s'han investigat per a la separació d'oligonucleòtids. La cromatografia líquida d'alt rendiment en fase inversa de parells d'ions s'utilitza per separar i analitzar els oligonucleòtids després de la síntesi automatitzada.

### Espectrometria de masses
Es pot utilitzar una barreja d'àcid 5-metoxisalicílic i espermina com a matriu per a l'anàlisi d'oligonucleòtids en espectrometria de masses MALDI. L'espectrometria de masses d'ionització electrospray (ESI-MS) també és una eina poderosa per caracteritzar la massa d'oligonucleòtids.

### Microarrays d'ADN
Els microarrays d'ADN són una aplicació analítica útil dels oligonucleòtids. En comparació amb els microarrays d'ADNc estàndard, els microarrays basats en oligonucleòtids tenen una especificitat més controlada respecte a la hibridació i la capacitat de mesurar la presència i la prevalença de seqüències d'empalmament o poliadenilades alternativament. Un subtipus de microarrays d'ADN es pot descriure com a substrats (niló, vidre, etc.) als quals s'han unit oligonucleòtids a alta densitat. Hi ha una sèrie d'aplicacions dels microarrays d'ADN dins de les ciències de la vida.